# イントロ (テレビ番組)
『イントロ』は、日本テレビ制作の情報番組・ミニ番組・帯番組。2020年4月6日（5日深夜）から2023年9月29日まで放送されていた。

## 概要
日本テレビの番組を紹介する番組（番宣番組）として、2020年4月6日(5日深夜)から放送を開始。
日曜深夜放送版では、紹介番組の出演者・コピーライターなどさまざまなゲストが登場する。

## 放送時間
- 月曜1:25 - 1:45（日曜深夜25:25 - 25:45） 
  - NNNドキュメントの拡大放送により時間変更となる場合がある。
- 火 - 金曜0:54 - 0:59（月 - 木曜深夜24:54 - 24:59）

過去
- 金曜11:25 - 11:30（木曜深夜の再放送、字幕放送を実施） - 2023年3月31日まで

## 出演者
いずれも、日本テレビアナウンサー。

### MC
- 佐藤真知子
- 河出奈都美（代役、2023年1月9日 - 1月20日）

### ナレーター
- 山﨑誠

## 番組に関するエピソード
- 現在のロゴは2020年10月にリニューアルしている[3]。
- テーマ曲である「Starting Point」は、2021年1月13日より配信リリースされている[4]。